# Maria Josep Valero
Maria Josep Valero (Pollença, 28 d'octubre de 1942) és una actriu i presentadora de televisió mallorquina.
Va ser una de les locutores pioneres de la història de la televisió a Espanya. Va entrar a TVE el 1959 després d'haver cursat estudis de Batxillerat. El seu primer programa va ser l'espai infantil Las hazañas de Marianín y Teresita. Els anys següents va compartir plató amb les grans estrelles del mitjà a Espanya, com Jesús Álvarez, al programa de varietats per excel·lència de la cadena en aquells primers anys: La hora Phillips, en el qual va substituir a Laura Valenzuela o Caras nuevas, en el qual va substituir a Blanca Álvarez. Va compaginar la presentació de programes amb incursions en la interpretació, en espais dramàtics com a Primera fila o Estudio 1, en els quals va interpretar, entre altres obres El caso de la mujer asesinadita, de Miguel Mihura, El baile de los ladrones, de Jean Anouilh o Milagro en la Plaza del Progreso, de Joaquín Calvo Sotelo.
Després de dedicar-se durant anys a la presentació de programes, entrada la dècada de 1970 es va situar darrere de les càmeres en tasques de realització, fins a la seva retirada definitiva. La seva faceta d'actriu, amb prou feines desenvolupada, va trobar ressò en quatre pel·lícules: El guardián del paraíso (1955), La vida es maravillosa (1956), ambdues de Pere Lazaga, Villa Alegre (1958), d'Alejandro Perla i La residencia (1969), de Narciso Ibáñez Serrador.